# فینال جام حذفی فوتبال انگلستان ۱۹۰۱
فینال جام حذفی فوتبال انگلستان ۱۹۰۱، رقابت پایانی جام حذفی فوتبال انگلستان در سال ۱۹۰۱ میلادی است که مابین دو تیم باشگاه فوتبال تاتنهام و باشگاه فوتبال شفیلد یونایتد در کریستال پالاس لندن برگزار شده‌است.
این مسابقه که در تاریخ ۲۰ آوریل ۱۹۰۱ انجام شده‌است با نتیجه ۲ بر ۲ به پایان رسید.
در بازی تکراری که در ۲۷ آوریل ۱۹۰۱ برگزار شد باشگاه فوتبال تاتنهام با نتیجه سه بر یک به پیروزی رسید.

## نگارخانه

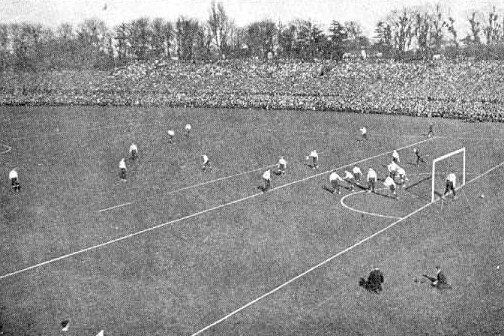
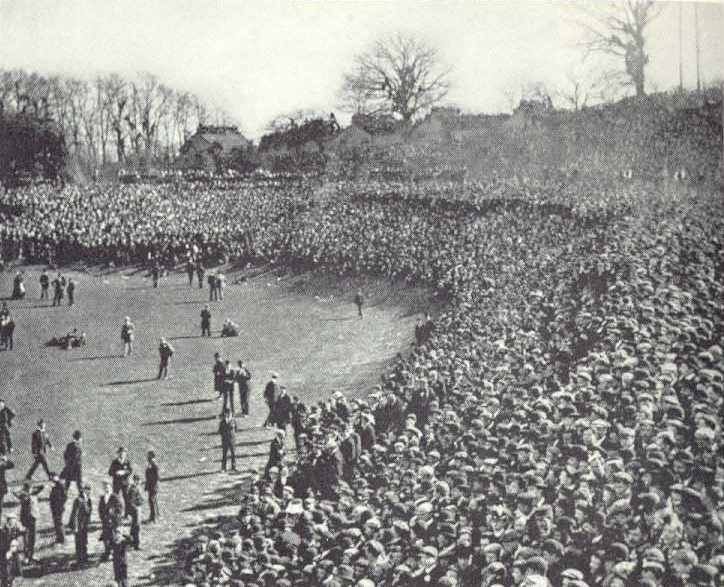
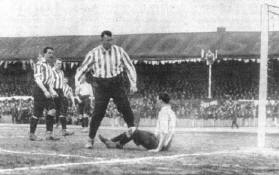
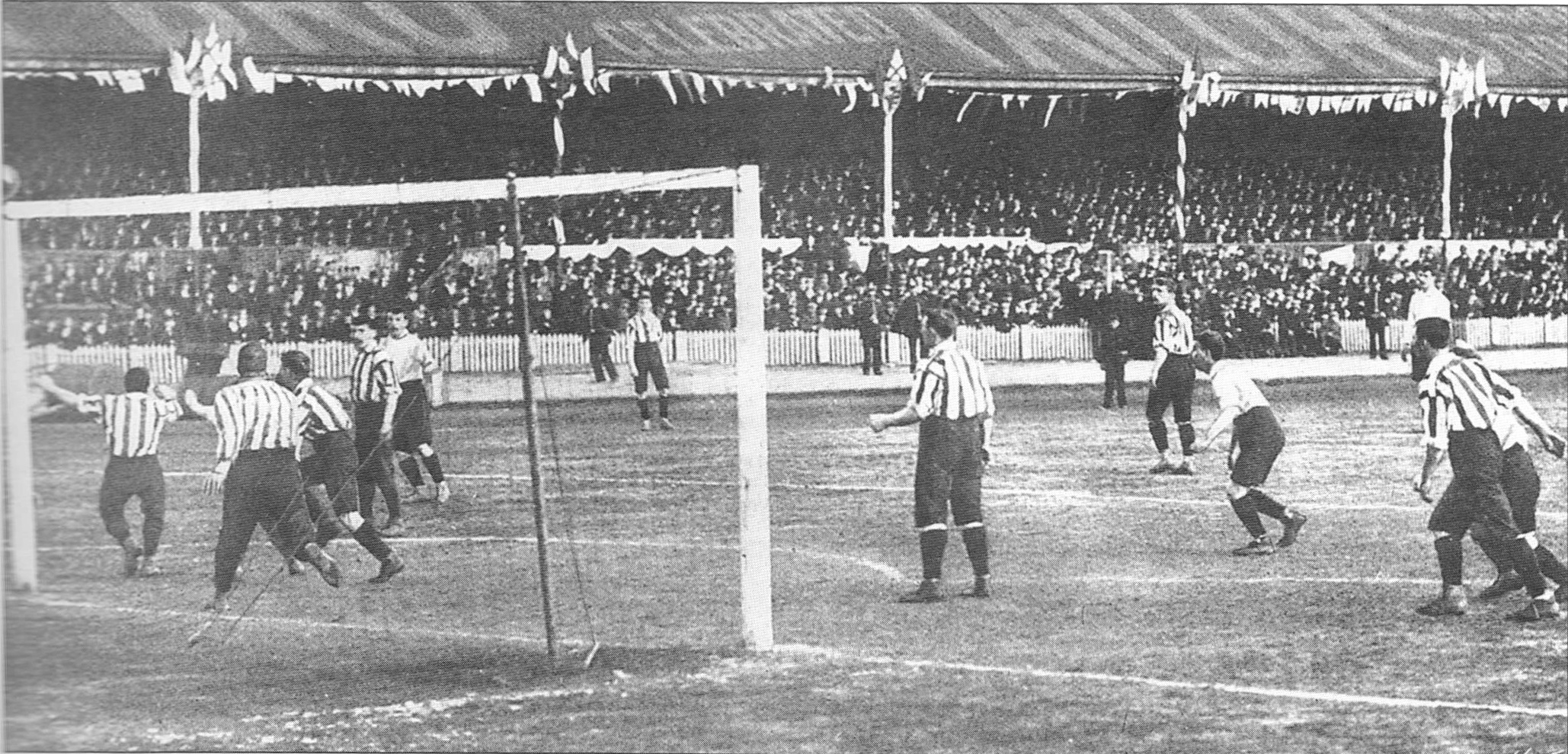